# Naruto - La via dei ninja
Naruto - La via dei ninja (Road to Ninja: Naruto the Movie) è un film del 2012 diretto da Hayato Date. È il nono lungometraggio anime basato sulla serie manga e anime Naruto di Masashi Kishimoto, ed è ambientato nel corso della serie TV Naruto Shippuden. È il primo film della serie a cui abbia collaborato Kishimoto stesso, che fu autore del soggetto e uno dei character designer. Venne distribuito in Giappone dalla Toho il 28 luglio 2012; al primo milione e mezzo di spettatori fu regalato un DVD contenente un motion comic di 34 minuti, una carta da collezione speciale per il gioco Miracle Battle Carddass e un'intervista a Kishimoto.
La canzone dei titoli di coda, intitolata Sore dewa, mata ashita (それでは、また明日? lett. Bene, allora, ci vediamo domani), è stata scritta e cantata dalla band giapponese Asian Kung-Fu Generation e pubblicata come singolo il 25 luglio 2012 insieme alla colonna sonora del film.

## Trama
Naruto Uzumaki e il resto degli undici della Foglia, guidati da Kakashi Hatake e Gai Maito, scacciano un gruppo di Zetsu Bianchi che si fingono membri sconfitti dell'Organizzazione Alba. Al loro ritorno, i genitori di tutti decidono di raccomandare i propri figli per una promozione a jonin, ad eccezione di Naruto a causa della morte dei suoi genitori, e di Sakura Haruno i cui genitori Kizashi e Mebuki non sono convinti delle capacità della figlia. Naruto inizia a sentirsi depresso per l'assenza dei suoi genitori, cosa che lo porta a scagliarsi contro Iruka Umino. Sakura, dopo aver litigato con la madre, usa Naruto come scusa per evitarla. Soli al parco, i due si confrontano con Tobi (che credono essere Madara Uchiha), che li acceca con una grande luce.
Quando la luce scompare, Naruto e Sakura scoprono che Tobi è sparito e che il mondo intorno a loro è cambiato in modo significativo. Le personalità dei loro amici sono l'esatto opposto dei loro comportamenti originali; Sasuke Uchiha non ha mai lasciato il villaggio e ora è un donnaiolo; Naruto viene chiamato dagli altri "Menma"; nessuno sa chi sia Madara; Kizashi è stato il Quarto Hokage, e lui e Mebuki hanno sacrificato le loro vite per sigillare la Volpe a Nove Code all'interno di Menma, portando Sakura a venire adorata come la "figlia degli eroi". Viene rivelato che Tobi li ha sottoposti allo Tsukuyomi Limitato, una versione limitata dello Tsukuyomi Infinito, nella speranza di ottenere la Volpe a Nove Code senza ricorrere alla Quarta Grande Guerra Ninja.
Naruto e Sakura iniziano a cercare un modo per tornare a casa, ma Sakura si ritrova ad apprezzare l'assenza dei genitori e la fama. Tsunade rivela loro l'esistenza di un ninja mascherato che ha attaccato i villaggi per ottenere un oggetto chiamato Pergamena della Luna Rossa, che Jiraiya aveva trovato e nascosto prima di essere ucciso dall'uomo mascherato. Conoscendone l'ubicazione, Tsunade stabilisce una missione per trovarla, guidata dai genitori di Naruto Minato Namikaze e Kushina Uzumaki, che non sono mai morti a causa del sacrificio degli Haruno e sono ninja attivi e regolari. Anche Naruto, Sakura, Kakashi e Gai si uniscono alla missione (i primi due sperano di usare la pergamena per sfuggire allo Tsukuyomi Limitato), ma Naruto si arrabbia per la presenza dei suoi genitori credendo che Tobi lo stia provocando, e si rifiuta di ricambiare quando gli dimostrano affetto.
Durante la missione, la squadra viene attaccata dai rospi di Jiraiya, che non hanno mai sviluppato un'affinità con Minato e Naruto e quindi trattano il gruppo come intrusi. Nello scontro che segue, Kushina si ferisce alla caviglia cercando di proteggere Naruto da un attacco avvelenato. Minato alla fine trova la pergamena e Sakura guarisce Kushina. I genitori di Naruto lo istruiscono e lo consolano sulla piega degli eventi, travolgendo Naruto di emozione. Dopo aver appreso che la pergamena può essere attivata solo durante un'eclissi lunare rossa, Naruto e Sakura si rendono conto che dovranno aspettare fino ad allora. Sakura inizia presto a capire la solitudine che Naruto provava da orfano, mentre Naruto accetta i falsi Minato e Kushina come suoi genitori e inizia a divertirsi trascorrendo del tempo con loro.
Il villaggio viene quindi attaccato dall'uomo mascherato, alleatosi con Tobi, che ha utilizzato una forma incorporea per osservare lo Tsukuyomi Limitato. L'uomo mascherato cattura Sakura per chiedere la Pergamena della Luna Rossa come riscatto, quindi procede a distruggere il villaggio. Naruto tenta di andarsene per salvare Sakura, ma Minato e Kushina lo trattengono. Rendendosi conto che non sono come i suoi veri genitori, Naruto rivela loro la sua vera identità e li ringrazia per aver passato del tempo con lui. Indossando il mantello da Hokage di Kizashi, prende la Pergamena della Luna Rossa e parte per salvare Sakura e affrontare l'uomo mascherato, trovandoli in un vecchio campo di allenamento usato da Jiraiya e Minato.
Mentre l'Organizzazione Alba (qui un gruppo di mercenari guidati da Itachi Uchiha) tiene occupate le marionette dell'uomo mascherato, Naruto combatte contro il ninja che si rivela essere il vero Menma. Menma assorbe le bestie mascherate sconfitte evocando la Volpe a Nove Code Nera, mentre la Volpe a Nove Code fa una tregua temporanea con Naruto per sconfiggere la sua controparte. Tuttavia, tutto questo gioca a favore del piano di Tobi poiché quest'ultimo prende il controllo di Menma in modo da poter estrarre personalmente la Volpe a Nove Code indebolita da Naruto mentre gli cancella completamente la memoria. Sakura salva Naruto prima che la Volpe a Nove Code gli venga estratta, e Naruto riacquista i suoi ricordi guardando la pergamena. Naruto e Sakura, con l'assistenza di Minato e Kushina, costringono Tobi a uscire da Menma e annullano lo Tsukuyomi Limitato. Una volta tornati nella loro realtà, dopo aver informato Tsunade della loro avventura, Sakura si riunisce in lacrime con i suoi genitori mentre Naruto fa ammenda con Iruka e si rende conto di avere già una famiglia tra i suoi amici.

## Distribuzione

### Data di uscita
Le date di uscita internazionali sono state:
- 28 luglio 2012 in Giappone
- 16 novembre in Taiwan (火影忍者劇場版：忍者之路)
- 27 dicembre a Hong Kong
- 4 gennaio 2013 in Malaysia
- 16 marzo a Singapore
- 9 aprile nelle Filippine
- 18 aprile in Thailandia
- 6 giugno in Francia (Road to Ninja: Naruto, le film)
- 29 agosto 2014 negli Stati Uniti
- 7 settembre in Canada
- 6 dicembre in Italia

### Edizione italiana
Il doppiaggio italiano del film è stato eseguito dalla Logos e diretto da Pino Pirovano, anche autore dei dialoghi. In questo film Jiraiya è doppiato da Oliviero Corbetta anziché dal suo doppiatore abituale Massimiliano Lotti.

### Edizioni home video
Il film fu distribuito in DVD-Video e Blu-ray Disc in Giappone il 2 maggio 2013 anche in un'edizione speciale che include un drama-CD intitolato Road to Charasuke (incentrato sulla versione di Sasuke nel mondo alternativo), mentre in Italia fu pubblicato in DVD e BD dalla CG Entertainment l'8 aprile 2015. Le edizioni italiane includono come extra il trailer italiano.

## Accoglienza

### Incassi
Il film incassò 1,48 miliardi di yen nei cinema giapponesi, diventando il film della serie dal maggiore successo finanziario fino a quel momento. L'incasso totale a livello mondiale fu di 17 876 559 dollari.

### Critica
Il film fu recensito in modo principalmente positivo dalla critica. Scrivendo per il Los Angeles Times, Charles Solomon lo definisce "visivamente più spettacolare ed emotivamente più risonante rispetto ai film precedenti" e afferma che "fornisce tutti gli elementi familiari e abbastanza sentimento per deliziare le legioni di fan di Naruto". Soren Andersen di The Seattle Times scrive che "scene di combattimento magiche e tonanti dominano la storia" ma che il film possiede comunque "un nucleo toccante". Nel suo dizionario Il Mereghetti, Paolo Mereghetti assegna al film tre stelle su quattro scrivendo che "è l'unico capitolo che sembra appositamente pensato per essere fruibile sia dai fan sia dai neofiti" e che "l'animazione di qualità, il ritmo serrato e le molte suggestioni visive lo rendono di gran lunga il migliore sin qui realizzato".

## Altri media

### Manga e anime
Al fine di promuovere il film sono state create varie iniziative tie-in in forma di manga e anime. Il 26 luglio 2012 fu trasmesso l'episodio 271 di Naruto Shippuden, intitolato "La strada di Sakura", che mostra come la Sakura del mondo dello Tsukuyomi Limitato venga trasportata in quello reale contemporaneamente agli accadimenti del film perdendo la memoria. Il 6 agosto 2012 fu pubblicata nel numero 34 di Weekly Shōnen Jump una storia prequel del film realizzata da Kishimoto e intitolata Movie 9: Road to Naruto the Movie; In occasione dell'uscita in home video del film, essa fu adattata in animazione nell'episodio 311 di Naruto Shippuden, trasmesso il 2 maggio 2013 e intitolato "I veri amici". Fu inoltre pubblicata una storia speciale del manga Rock Lee - Prodezze di un giovane ninja (successivamente inserita nel volume 3), mentre il 24 luglio 2012 fu trasmesso l'episodio 17 di Rock Lee no seishun full-power ninden come parodia del film. Negli episodi 427 e 428 di Naruto Shippuden, intitolati rispettivamente "Nel mondo dei sogni" e "Il mondo di Tenten", Tenten è vittima dello Tsukuyomi Infinito di Madara e sogna di ritrovarsi in un mondo analogo a quello del film (fatta eccezione per aspetto fisico e personalità di alcuni ninja della Foglia); anche qui la controparte di Naruto si chiama Menma, ma non è malvagio.

### Light novel
Il 27 luglio 2012 la Shūeisha pubblicò in Giappone, nella collana Jump J Books, la novellizzazione del film, scritta dalla sceneggiatrice Yuka Miyata.